# Alcoutim
Alcoutim est une municipalité (en portugais : concelho ou município) du Portugal, située dans le district de Faro et la région de l'Algarve.

## Géographie
Alcoutim est limitrophe :
- au nord, de Mértola,
- à l'est, de Sanlúcar de Guadiana, en Espagne,
- au sud-est, de Castro Marim,
- au sud-ouest, de Tavira,
- à l'ouest, de Loulé et d'Almodôvar.

## Démographie
| 1864  | 1878  | 1890  | 1900  | 1911  | 1920  | 1930  | 1940   | 1950   |
| ----- | ----- | ----- | ----- | ----- | ----- | ----- | ------ | ------ |
| 8 063 | 8 736 | 8 912 | 9 306 | 9 204 | 8 747 | 9 124 | 10 620 | 10 808 |

| 1960  | 1970  | 1981  | 1991  | 2001  | 2004  | 2011  | 2021  | - |
| ----- | ----- | ----- | ----- | ----- | ----- | ----- | ----- | - |
| 9 288 | 6 727 | 5 262 | 4 571 | 3 770 | 3 411 | 2 917 | 2 523 | - |

## Subdivisions
La municipalité d'Alcoutim groupe 5 paroisses (en portugais : freguesias) :
- Alcoutim,
- Giões,
- Martim Longo,
- Pereiro,
- Vaqueiros.